# Бернштайн
Бернштайн (нім. Bernstein) — місто та торгова громада на сході Австрії в окрузі Оберварт у федеральній землі Бургенланд за 100 км від міжнародних аеропортів Грац і Відень-Швехат. Містечко отримало своє ім'я від стародавньої «Бурштинової дороги», що зв'язувала берега Балтики з Адріатикою.

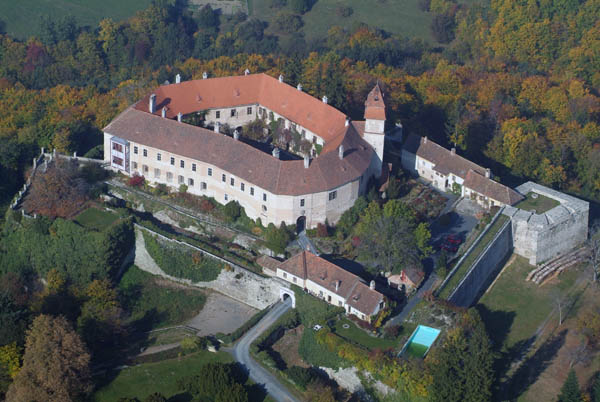
Замок Бург-Берштейн

Бурштин, а також серпентин, що з давніх-давен добувалися тут, і вироби з них, є головними експонатами музею Felsenmuseum (крім самої мінералогічної колекції, тут можна побачити роботи скульптора-каменеріза Отто Поча).
Над міськими кварталами піднімається середньовічний замок Бург-Бернштайн, що до сих пір є приватною власністю. Він побудований у 14 столітті. У ньому облаштований готель.

## Склад громади
До громади входять:
- Бернштейн (986 осіб)
- Драйхютен (136 осіб)
- Редльшляг (381 осіб)
- Реттенбах (328 осіб)
- Штубен (434 осіб)

## Населення
Згідно з переписом 2011 року чисельність населення становить 2267 осіб.

## Політика
У міську раду входить 23 депутати. З 2012 року 14 місць займають представники партії СДПА (Соціал-демократична партія Австрії), 8 місць — АНП (Австрійська народна партія), 1 місце в АПС (Австрійська Партія Свободи).
Мером міста з 2012 року є Ренате Габетлер з СДПА.

## Виноски
- Офіційна сторінка[недоступне посилання з лютого 2019](нім.)